# مایک هاجز
مایکل تامی «مایک» هاجز (انگلیسی: Michael Tommy "Mike" Hodges؛ زادهٔ ۲۹ ژوئیهٔ ۱۹۳۲ – درگذشتهٔ ۱۷ دسامبر ۲۰۲۲) فیلم‌نامه‌نویس و کارگردان فیلم اهل انگلستان بود.

## بخشی از فیلم‌شناسی
- رنگین‌کمان سیاه (۱۹۹۰، کارگردان)
- نیایش برای مرگ (۱۹۸۷، کارگردان)
- کارتر را بگیرید (۱۹۷۱، کارگردان)
- دیمین: طالع نحس ۲ (۱۹۷۸، فیلم‌نامه)